# Santa Agnès de Poitiers
|  | Per a altres significats, vegeu «Agnès de Poitiers». |

|  | Per a altres significats, vegeu «Santa Agnès». |

Agnès de Poitiers (Gàl·lia, primera meitat del segle vi - Poitiers, 588) va ésser una religiosa merovíngia, primera abadessa de l'Abadia de la Santa Creu de Poitiers, la més antiga comunitat monàstica femenina documentada a la Gàl·lia. És venerada com a santa per l'Església catòlica.

## Biografia

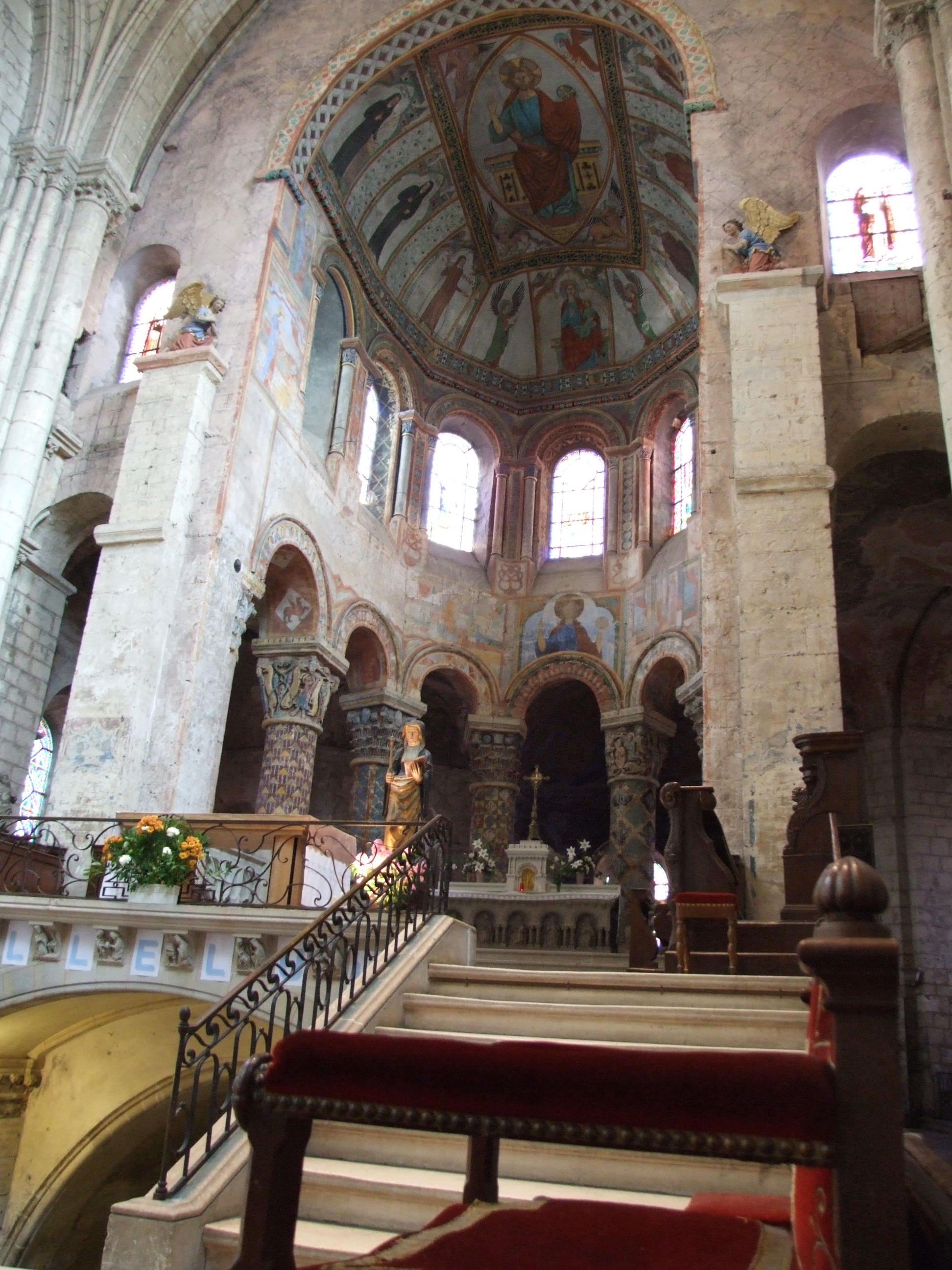
Església de Santa Radegunda (Poitiers).

Només coneixem la seva vida a partir del moment que és nomenada abadessa; sembla que abans havia estat dama de companyia de la reina Radegunda. L'any 552, el rei merovingi Clotari I feu construir el monestir de Nostra Senyora a Poitiers, que esdevindria de la Santa Creu quan la seva esposa Radegunda va aconseguir una relíquia de la Vera Creu de l'emperador Justí II el Jove, cap al 567. Radegunda no en va voler ser l'abadessa i va deixar el càrrec a Agnès de Poitiers.
Va ser la primera abadia femenina de la Gàl·lia i Agnès va adoptar com a regla la de Cesari d'Arle. El monestir es feu conegut per la presència de la reina i per la de Venanci Fortunat, llavors bisbe de Poitiers, que va esdevenir el director espiritual de Radegunda i n'escrigué la biografia.